# 28854 Budisteanu
28854 Budisteanu este un asteroid din centura principală de asteroizi.

## Descriere
28854 Budisteanu este un asteroid din centura principală de asteroizi. A fost descoperit pe 6 mai 2000 la Socorro, New Mexico, în cadrul proiectului LINEAR. Asteroidul prezintă o orbită caracterizată de o semiaxă mare de 2,28 ua, o excentricitate de 0,13 și o înclinație de 7,0° în raport cu ecliptica.

## Numele asteroidului
Asteroidul a primit numele în onoarea lui Ionuț Alexandru Budișteanu (n.1993), informatician și inventator român.